# Коптяки (Середньоуральський міський округ)
Коптяки́ (рос. Коптяки) — присілок у складі Середньоуральського міського округу Свердловської області.
Населення — 217 осіб (2010, 169 у 2002).
Національний склад станом на 2002 рік: росіяни — 93 %.